# Грамадлива (хижа)
Хижа Грамадлива се намира в подножието на едноименния връх в Тревненската планина, дял от Средна Стара планина. Построена е през 1948 година, а през 1965 година е разширена. Представлява двуетажна сграда с капацитет 46 места. Хижата е пункт от европейски маршрут E3 (Ком - Емине).

## Съседни обекти
| Изходни точки           | Изходни точки |
| ----------------------- | ------------- |
| Проходът на републиката | 1,00 ч.       |
| село Кръстец            | 3,30 ч.       |
| Хижи                    |               |
| Химик                   | 0,30 ч.       |
| Предела                 | 0,45 ч.       |
| Младост                 | 8,00 ч.       |